# Éliane Bonabel
Éliane Bonabel, née 27 avril 1920 à Paris et morte dans la même ville le 6 décembre 2000,, est une illustratrice et étalagiste française.
Fille adoptive de Charles Bonabel (1897-1970), son oncle qui était disquaire rue de l'Odéon à Paris, elle reste connue pour ses illustrations d'ouvrages importants, dont Ballets sans musique, sans personne, sans rien, paru chez Gallimard en 1959 et surtout Voyage au bout de la nuit, de Louis-Ferdinand Céline.
Céline avait fait la connaissance des Bonabel lorsqu'il fut appelé à soigner la mère d'Éliane Bonabel atteinte de phtisie. C'est lui qui aurait demandé à la jeune fille de faire des dessins. Lorsqu'il fut emprisonné au Danemark en 1946, Charles et Éliane Bonabel furent les premiers Français à lui rendre visite, ce qui émut beaucoup l'écrivain.
Des talents d'étalagiste ont également valu à Éliane Bonabel une réputation dépassant largement le cadre national. En début 1945, elle participe à la conception des mannequins miniatures du Théâtre de la Mode , dont elle esquisse les poses et réalise les corps en fil de fer, avec son partenaire dans ce projet, Jean Saint-Martin. Elle voyage avec cette grande exposition de mode parisienne haute couture en échelle réduite (pendant ses tours de 1945 et du printemps-été 1946) en Europe et aux États-Unis, autant ambassadrice de la mode française que ces petits mannequins si bien habillés, assurant leur correcte présentation, réparation, et montage dans leurs décors précis. La création de chaque décor avait été confiée à d'autres participants/concepteurs du projet: André Beaurepaire, Jean Cocteau, Jean Dorville, Georges Geffroy, Boris Kochno, Joan Rebull, Jean Saint-Martin, Emilio Terry, Louis Touchagues, et Georges Wakhévitch.
Quatre décennies plus tard, elle occupe une place primordiale au sein du projet de reconstitution de l'exposition, mise en scène dans les mêmes locaux que l'exposition originale de mars 1945, au pavillon de Marsan, palais du Louvre (adresse actuelle du Musée des Arts décoratifs). 
Le concepteur du projet initial de 1945 était Roberto Ricci, fils de Nina Ricci, de la maison de haute couture. Bonabel y travaillait alors, depuis quelques années, inventant le logotype de la maison : son dessin des Trois Grâces, qui figurait sur le label des vêtements, et en plaque ronde de plâtre sur la façade de l'immeuble, avenue George-V.
La chaîne de télévision Arte a consacré à Éliane Bonabel une séquence de son émission Metropolis (diffusée pour la première fois le 12 septembre 1998). 
Elle a été inhumée le 13 décembre 2000 au cimetière du Père-Lachaise.